# Craspedosis undulosa
Craspedosis undulosa là một loài bướm đêm trong họ Geometridae.